# Markvartický mlýn (Mlýnská)
Markvartický mlýn v Mlýnské ulici v Markvarticích v okrese Liberec je vodní mlýn, který stojí na Panenském potoce. Od roku 1996 je chráněn jako nemovitá kulturní památka České republiky.

## Historie
Mlýn je datován vročením na portálu domu do roku 1826. Další stavební úpravy pocházejí z konce 18. a počátku 19. století.

## Popis
Mlýnice a dům jsou pod jednou střechou, ale dispozičně oddělené. Stavba se zděným přízemím je roubená, jednopatrová. Má mansardovou střechu s polovalbou a štíty obložené břidlicí. K mlýnu patří zděná stodola.
Voda na vodní kolo vedla náhonem. V roce 1930 měl mlýn 1 kolo na vrchní vodu (zaniklo; spád 2,57 m, výkon 4,6 HP).